# Эгмонт, Жан IV
Жан IV д'Эгмонт (фр. Jean IV d'Egmont; нидерл. Jan IV van Egmont; ок. 1499 — 19 апреля 1528, Милан) — 2-й граф Эгмонт, сеньор ван Пюрмеренд, Хоогвуде и Артсвуде.
Сын графа Жан III д'Эгмонта и Магдалены фон Верденберг.
Камергер императора Карла V, которого сопровождал в различных экспедициях.
В 1515 году на капитуле в Брюсселе принят в рыцари ордена Золотого руна.
В 1527 году назначен генералом легкой кавалерии Неаполитанского королевства и Миланского герцогства. В следующем году умер в Милане, погребен там же в церкви Сан-Марко.

## Семья
Жена (1516): Франсуаза де Люксембург-Фиенн (ум. 1.11.1557), дочь Жака II де Люксембурга, графа де Гавр, и Маргариты де Брюгге.
Дети:
- Шарль I д'Эгмонт (ум. 7.12.1541), граф Эгмонт
- Ламораль I д'Эгмонт (ум. 5.07.1568), граф Эгмонт, принц Гаврский. Жена (8.05.1544): Сабина фон Пфальц-Зиммерн (1528—1578), дочь пфальцграфа Иоганна II фон Зиммерна и Беатрисы Баденской
- Маргарита д'Эгмонт (ум. 1554). Муж (1549): Никола Лотарингский, граф де Водемон (1524—1577)